# Wonosegoro (Wonosegoro)
Wonosegoro is een bestuurslaag in het regentschap Boyolali van de provincie Midden-Java, Indonesië. Wonosegoro telt 2617 inwoners (volkstelling 2010).